# Llengües àngliques
Les llengües àngliques (també anomenades llengües germàniques insulars) són un grup d'idiomes que inclouen l'anglosaxó i les llengües que en deriven. Això abasta l'anglés (passant pels seus estadis històrics com l'anglés mitjà o l'anglés modern primerenc), l'escocés i el ja extint iola a Irlanda.

Les llengües criolles basades en l'anglés no se solen incloure en el grup, ja que només el seu lèxic ve de l'anglés, i no l'estructura lingüística.
|        |        |        |        |        |        |  |  | Anglosaxó † |       |       |       |       |       |  |  |        |        |        |        |        |        |
|        |        |        |        |        |        |  |  |             |       |       |       |       |       |  |  |        |        |        |        |        |        |
|        |        |        |        |        |        |  |  |             |       |       |       |       |       |  |  |        |        |        |        |        |        |
| Anglès | Anglès | Anglès | Anglès | Anglès | Anglès |  |  | Scots       | Scots | Scots | Scots | Scots | Scots |  |  | Iola † | Iola † | Iola † | Iola † | Iola † | Iola † |